# Золотая курица
«Золотая курица» (другое название — «Золотая цыпочка»; иер. трад. 金雞, упр. 金鸡, кант.-рус.: Кам кай, англ. Golden Chicken) — гонконгская комедийная драма 2002 года, снятый режиссёром и сценаристом Самсоном Чиу. Главную роль в фильме исполнила Сандра Ын, за что была удостоена статуэтки «Золотой лошади» и была номинирована на Гонконгскую кинопремию. Сам фильм был номинирован ещё в 4 категориях Гонконгской кинопремии, но ни одной победы в них не одержал. Зато получил ещё две награды «Золотой лошади». 

## Сюжет
Кам (Сандра Ын) — проститутка в возрасте. Как-то раз она планирует снять через банкомат со своего счёта несколько долларов. В этот момент её подстерегает грабитель (Эрик Цан). В процессе ограбления в отделении банка отключается всё электричество, и двери запираются. Они остаются один на один. Во время ожидания Кам решает рассказать непутёвому грабителю историю своей жизни, начиная с 1980 года. Через жизнь главной героини можно проследить историю изменения Гонконга за последние 40 лет.

## В ролях
| Актёр         | Роль           |
| ------------- | -------------- |
| Сандра Ын     | Кам            |
| Эрик Цан      | Пон            |
| Энди Лау      | Энди           |
| Тони Лён      | профессор Чань |
| Ху Цзюнь      | Ип Кайфунь     |
| Изон Чань     | Стальной Вилли |
| Альфред Чён   | доктор Чён     |
| Чапман То     | Лун            |
| Вон Ятва      | Ричард         |
| Тиффани Ли    | Кимми          |
| Кристал Тхинь | мадам А        |

## Номинации и награды
22-я церемония награждения Гонконгской кинопремии (2003) — номинация в следующих категориях:
- Лучший фильм
- Лучшая женская роль — Сандра Ын
- Лучшая женская роль второго плана — Кристал Тхинь[англ.]
- Лучший арт-директор (художник-постановщик) — Хай Чунмань[англ.], Питер Вон
- Лучший дизайн костюмов и грима — Хай Чунмань, Дора Ын

40-я церемония награждения кинопремии «Золотая лошадь» (2003) — победа в следующих категориях:
- Лучшая женская роль — Сандра Ын
- Лучшая арт-режиссура — Хай Чунмань, Питер Вон
- Лучший грим и дизайн костюмов — Хай Чунмань, Дора Ын